# クアン・アパイウォン
クアン・アパイウォン（タイ:ควง อภัยวงศ์、1902年5月17日 - 1968年3月15日）は、タイ王国の政治家。1940年代に3度にわたって首相を務めた。

## 経歴
バタンバン（現・カンボジア領）の名家に生まれる。1924年にフランスリヨン大学電気工学部を卒業し、帰国後の1928年に郵便電信局の電信技師となる。
1932年のタイ立憲革命に参加して翌年に官選国会議員となる。人民党文官派指導者の一人とみなされて要職を歴任した。日本と結んでいたプレーク・ピブーンソンクラーム（ビブン）首相が失脚した第2次世界大戦末期から終結直後にかけての1944年8月1日－1945年8月31日・1946年1月31日－同年3月24日の2度にわたって首相を務め、複数の閣僚を兼務した。この間の1946年1月に結成された民主党に参加して総裁となって民選国会議員にも選ばれている。
1947年11月8日、タイ・クーデターによってタワン・タムロンナーワーサワットが辞職し、クアンは3度目の首相（1947年11月10日－1948年4月8日）に擁立された。ピブーンソンクラームが政界に復帰すると、翌1948年4月にビブン元首相を支持する軍部の圧力によってアパイウォンは政権を追われた。この政変によりタイはビブンによる軍事政権となった（ピブーンの返り咲き）。
アパイウォンは民主党総裁として民主主義を擁護して軍事政権と争ったが、軍事政権や軍部も人望のある彼との全面対決を避けた。1958年のクーデターで独裁を敷いたサリット・タナラット元帥も1959年にアパイウォンを通信審議会議長に任命して彼の懐柔を図っている。日本との関係も深く、1961年に来日している。